# Бруклин Нетс
„Бруклин Нетс“ (на английски Brooklyn Nets, „Мрежите от Бруклин“) е американски професионален баскетболен отбор в НБА от район Бруклин, Ню Йорк, където се преместват от Ийст Ръдърфорд, Ню Джърси през 2012 г. Играят домакинските си мачове в „Пруденшъл сентър“ – зала с близо 20 000 места.
„Нетс“ няма титли в НБА, но 4 пъти е бил 1-ви в своята дивизия и 2 пъти в своята конференция.

## История
Отборът е създаден през 1967 г. и първоначално се наричал New Jersey Americans. До 1976 г. се състезава в конкурентната на НБА лига Американска баскетболна асоциация (АБА) преди 2-те да се слеят. Първият сезон не е особено успешен, а през втория отборът вече получава името New York Nets, т.к. се премества в Ню Йорк Сити, където са и отборите „Ню Йорк Метс“ (бейзбол) и „Ню Йорк Джетс“ (американски футбол), и баскетболният е преименуван така, за да се римуват. Отборът завършва сезона последен.
Докато се състезава в АБА, отборът успява да спечели 2 шампионски титли (1974 и 1976). Като част от сделката по сливането на 2-те лиги през 1976 „Нетс“, заедно с още 3 отбора („Денвър Нъгетс“, „Индиана Пейсърс“ и „Сан Антонио Спърс“) преминава в редиците на НБА.
През 2010 г. руският бизнесмен Михаил Прохоров купува контролния пакет (80%) от акции на клуба за 200 милиона $. Потвърдено е и решението от сезон 2012-2013 „Нетс“ да се преместят в Бруклин, като там се строи зала, която да стане нов дом на клуба.

## Успехи
- Шампиони на Атлантическата дивизия – 4 пъти (2002, 2003, 2004, 2006)
- Шампиони на Източната конференция – 2 пъти (2002, 2003)

## Известни играчи
- Джейсън Кид
- Дражен Петрович
- Дерън Уилямс
- Стефон Марбъри
- Винс Картър
- Пол Пиърс
- Кевин Гарнет